# Ґодвіни (рід)
Ґодвіни (Gōdwine) — англо-саксонська династія, яка була однією з провідних шляхетних родин Англії протягом останніх п’ятдесяти років до норманського завоювання. Найвідомішим представником був Гарольд II Ґодвінсон, король Англії протягом 1066 року.

## Історія
Засновником шляхетської родини вважається Етельмер, елдормен Східного Вессексу, його сином був Вулфнота, тен з Сассексу. А син останього - Ґодвін отримав титул графа Вессекського від короля Канута бл. 1018-1019. Рід зберіг свої високі позиції й під час правління синів Канута королів Гарольда I  і Гардекнуда. Король Едуард Сповідник підтвердив титули графів синам Ґотвіна і Ґіти - Свену і Гарольду.
Коли король Англії Едуард Сповідник помер бездітним у 1066 році, його наступником став Гарольд ІІ Ґодвінсон. Через три тижні, після поразки в битві при Гастінгсі та смерті, англосаксонське правління в Англії завершилося. 
Пізніші покоління роду Ґодвіни були розсіяні по Північній Європі. По жіночій лінії династія Ґодвінів була предками королівських домів по всій Європі. А донька короля Гарольда ІІ Ґіта Вессекська стала дружиною Великого князя Київського Володимира Мономаха та матірю Великого князя Київського Мстислава Великого.
За батьківською лінією представники дому Ґодвінів проживали в Норвегії з 1067 року, де вони належали до найбільших аристократичних династій королівства. Король Норвегії Олаф III посадив Скуле Конгсфостре заснувавши династію Рейн. 
Серед нащадків династії Годвінів були королі Норвегії Інге IIІ та Гокон IV.
Нащадками династії Ґодвінів є нинішні королі Великої Британії та Данії.